# Какатт, Леонар
Леонар Какатт (фр. Léonard Cacatte; 1760—1837) — французский военный деятель, бригадный генерал (1814 год), участник революционных и наполеоновских войн.

## Биография
Родился в семье Пьера Какатта (фр. Pierre Cacatte) и его супруги Шарлотты Жибю (фр. Charlotte Gibus). Начал военную службу 11 апреля 1779 года солдатом в королевском пехотном полку Руссильона. 20 декабря 1780 года вышел в отставку.
После Революции вернулся в строй, и 18 октября 1791 года был избран сослуживцами лейтенантом 2-го батальона волонтёров департамента Верхней Вьенны. 17 октября 1792 года стал капитаном роты канониров. Участвовал в кампаниях 1792-93 годов в рядах Северной армии. С 30 ноября 1793 года исполнял функции адъютанта генерала Журдана. 29 апреля 1794 года был произведён в полковники штаба.
3 июля 1796 года определён в Самбро-Мааскую армию и командовал авангардом генерала Гренье, отличился при переходе через Рейн у Юрдингена, где взял 300 пленных и несколько орудий с зарядными ящиками, после чего с ходу занял города Кайзерверт и Ратинген. 3 августа 1796 года атаковал несколько эскадронов вражеской кавалерии при поддержке пехотного корпуса в окрестностях Эштенау и гнал их до Раштатта, взяв 200 пленных. На следующий день отличился под командой генерала Клебера в бою и при взятии Бамберга, где командовал 3-м драгунским полком. 8 августа 1796 года захватил Амберг.
2 января 1799 года был назначен командиром 6-го кавалерийского полка (с 24 сентября 1803 года – 6-й кирасирский полк), участвовал в кампаниях 1799-1801 годов в рядах Рейнской армии.
С 16 марта 1804 года исполнял обязанности первого адъютанта командующего Итальянской армии генерала Журдана, продолжая командовать 6-м полком до 24 февраля 1805 года. 2 ноября 1806 года был направлен в Калабрию и в Козенце сменил генерала Вердье в должности командира 2-й пехотной дивизии 2-го армейского корпуса генерала Ренье Неаполитанской армии. 16 сентября 1807 года получил должность начальника штаба правительства Неаполя.
29 июля 1808 года перешёл на испанскую службу короля Жозефа Бонапарта. 19 марта 1809 года был назначен комендантом Мадрида. 20 апреля 1809 года произведён в бригадные генералы. 19 мая 1812 года вышел в отставку. 8 января 1813 года вернулся на французскую службу в звании полковника.
При первой Реставрации произведён 31 октября 1814 года в почётные полевые маршалы. В период «Ста дней» 31 мая 1815 года вышел в отставку. 10 июня 1815 года Император утвердил Какатта в чине бригадного генерала, однако по возвращении Бурбонов это звание не было подтверждено, и он был отправлен в отставку в звании полковника.
Умер в Лиможе 9 мая 1837 года в возрасте 76 лет.

## Воинские звания
- Лейтенант (18 октября 1791 года);
- Капитан (17 октября 1792 года);
- Полковник штаба (29 апреля 1794 года, утверждён в чине 13 июня 1795 года);
- Бригадный генерал испанской службы (20 апреля 1809 года);
- Полковник (8 января 1813 года);
- Бригадный генерал (31 октября 1814, утверждён в чине 10 июня 1815 года).

## Награды
Легионер ордена Почётного легиона (11 декабря 1803 года)
 Офицер ордена Почётного легиона (14 июня 1804 года)